# Drengen der ville gøre det umulige
Drengen der ville gøre det umulige er en dansk-fransk-norsk animationsfilm fra 2002 instrueret af dansk tegnefilms grand old man, Jannik Hastrup. Filmen er produceret af Marie Bro for Dansk Tegnefilm 2 ApS, Les Armateurs og AnimagicNet.

## Handling
I en hule i fjeldet føder en isbjørn en unge, som dør umiddelbart efter fødslen. I en hytte føder en kvinde samtidig en sund og livskraftig dreng. Isbjørnehunnen sørger så meget over tabet af sin unge, at hun lægger sig til at dø. Derfor stjæler isbjørnehannen kvindens barn og bringer drengen ud på isen. Han vokser nu op hos isbjørnehunnen og lærer alt det, som en bjørn skal kunne.
Kvinden sørger dybt over tabet af sit barn, og manden sværger, at han vil bringe drengen tilbage og dræbe bjørnen. Og så begynder jagten. Manden finder til sidst spor i sneen og dræber bjørnen, og drengen bringes tilbage til sin mor. Men han kan ikke finde sig til rette hos menneskene. Han føler, at han er en bjørn. Han tager tilbage til fjeldet for at finde ud af, hvordan man bliver en rigtig bjørn. Han opsøger Ånden i fjeldet, der fortæller ham, at hvis han virkelig er en bjørn, som han påstår, så kan han også klare bjørnens tre opgaver: Kampen mod Havet, mod Nordenvinden og mod den værste af dem alle, Ensomheden.

## Persongalleri
MANDEN bryder sig ikke om civilisationen, han har vendt den ryggen og er blevet jæger på indlandsisen med sin harpun som sit stærkeste våben. Han er gift med den helt rigtige kvinde, mener han, nemlig en af dem der altid har levet i tæt kontakt med naturen.
KVINDEN har ikke vendt ryggen mod civilisationen, for hun har aldrig rigtig kendt den. Hun er af en meget gammel slægt og har, måske uden at vide det, isbjørneblod i årerne.
Hendes bedstefar identificerede sig så meget med sit bytte, isbjørnen, at han overtog dens sjæl og blev bjørn, da han døde.
DRENGEN fødes som sin mor med isbjørneblod i årerne. Det er det isbjørnehannen instinktivt kan fornemme, da hans mage mister sin egen unge og er ved at dø af sorg. Drengen får det godt hos isbjørnen og lærer at blive en bjørn. Som sin rigtige mor kender han ikke civilisationen og kan ikke finde sig til rette i menneskernes verden.
RAVNEN, der tilsyneladende fjoller rundt i verden, er en udsending fra Ånden i fjeldet, den ånd som kvinden tror på, som hendes bedstefar og hele hendes slægt har troet på, men som manden er skeptisk overfor. Den har måske valgt en forkert skikkelse, for det er ikke altid let at være ravn, men det går som det nu bedst kan. Den kommer drengen til hjælp i hans kamp for at finde et eksistentielt ståsted i et liv, der byder på både sorg og kærlighed.
ÅNDEN I FJELDET er den ånd, der forener mennesker og natur og som hjælper menneskene, når de kommer for langt væk fra sig selv. Men det er også en urkraft, et mystisk religiøst fænomen som ikke lader sig indkredse, men som er der, hvad enten man tror på det eller ej.

## Awards
- Festival Musique et Cinéma d'Auxerre (France) 2002, Special mention
- Kinderfilmfest, Berlin, 2003. Special Mention
- Buster Copenhagen Int. Childrens Film Festival ’03, Best Nordic feature film
- Chicago Int. Children's Film Festival ’03: Adult Jury´s 1st Prize, Animation
- Chicago Int. Children's Film Festival ’03: Children's Jury's 1st Prize, Animation
- Montevideo Divercine 2003: Great Prize GURI UNICEF Award
- Cartoon Preview in Asolo Italy 2003, Audience Award – Best Feature Length Animation
- Gijon International Film Festival / Spain (’03), Children Jury’s 1st Prize
- Rencontres Int. du Cinéma d'Animation de Wissembourg – France, ’03, Audience's Prize – Best long feature.
- Athens Olympia Int. Film Festival for Children and Young People ’03, Best Music
- Thailand Animation Feature Film Festival ’05: Adult Jury’s 1st PrizeBankok Animation, Jury Award 1st Prize ’05